# Conne-de-Labarde
Conne de Labarde (tiếng Occitan là Còmna de La Barda) là một xã của Pháp, nằm ở tỉnh Dordogne trong vùng Aquitaine của Pháp.

## Thông tin nhân khẩu
| Năm    | 1962 | 1968 | 1975 | 1982 | 1990 | 1999 | 2007 |
| ------ | ---- | ---- | ---- | ---- | ---- | ---- | ---- |
| Dân số | 217  | 190  | 132  | 141  | 191  | 204  | 217  |